# 韓國觀光公社

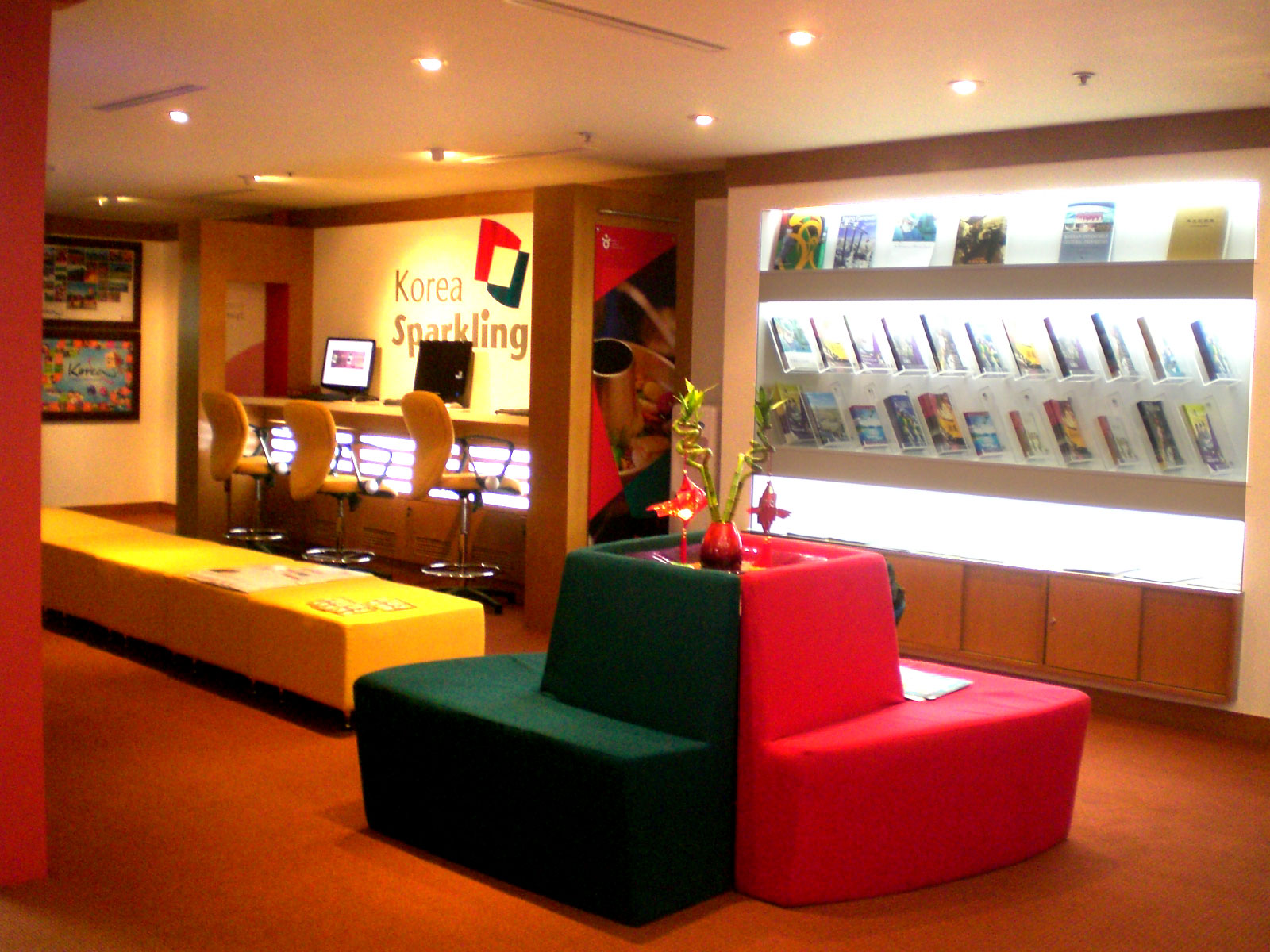
韓國觀光公社香港支社接待室

，是大韩民国政府為了向其他國家推廣其觀光旅遊而設立的官方機構，其分社一般內設旅客諮詢中心，並免費提供韓國各地的觀光資訊，例如旅遊指南、地圖以及關於當地購物與住宿的資料。

## 組織
- 理事會
- 秘書室
- 宣傳室
- 監察室
- 經營本部
- 國際觀光本部
- 國民觀光本部
- 觀光產業本部

## 历任社长
| - 申斗泳（1962年4月30日—1963年4月14日） - 李元雨（1963年4月15日—1964年1月17日） - 吳在璟（1964年1月28日—1965年6月11日） - 金一煥（1965年6月12日—1970年3月23日） - 張盛煥（1970年3月24日—1971年1月28日） - 安東濬（1971年6月17日—1972年7月25日） - 李翰林（1972年7月26日—1974年1月28日） - 金佐謙（1974年3月13日—1980年3月12日） - 黃寅性（1980年3月13日—1980年12月2日） - 河大敦（1981年6月1日—1986年10月15日） - 李啓謚（1986年4月2日—1989年3月16日） - 趙英吉（1989年3月17日—1993年4月1日） - 池蓮泰（1993年4月2日—1995年1月7日） - 金泰淵（1995年1月9日—1996年12月27日） - 李庚文（1996年12月28日—1998年3月25日） | - 洪斗杓（1998年4月10日—1999年6月3日） - 李得洌（1999年6月26日—2000年5月16日） - 赵洪奎（2000年6月1日—2003年5月31日） - 柳健（2003年6月18日—2005年1月14日） - 金鍾民（2005年3月29日—2007年5月8日） - 吳志哲（2007年11月2日—2009年5月30日） - 李參（2009年7月30日—2013年11月15日） - 卞秋錫（2014年4月4日—2015年4月6日） - 鄭昌洙（2015年8月11日—2018年1月19日） - 강옥희（2018年1月20日—2018年5月16日，代理） - 安榮培（2018年5月17日—2022年5月26日） - 신상용（2022年5月27日—2022年10月7日，代理） - 金長實（2022年10月7日—2024年1月12日） - 서영충（2024年1月12日—，代理） |

## 外部連結
- 官方网站（英文）（日語）（简体中文）
- Visit Korea
- 韓國觀光公社 台北支社的Facebook專頁
- 韓國觀光公社 香港支社的Facebook專頁
- 韓國觀光公社的新浪微博